# Story (médias sociaux)
Pour les articles homonymes, voir Story.

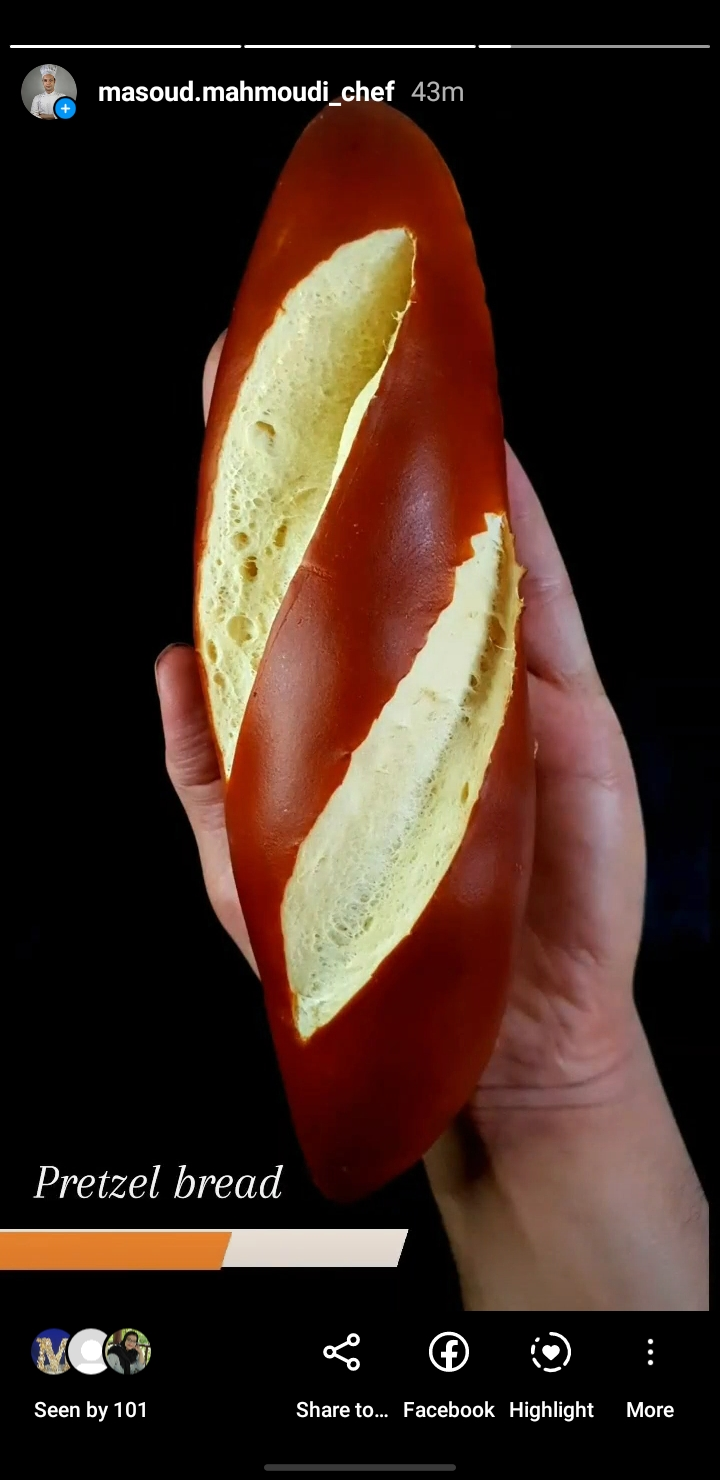
Une story d'un utilisateur d'Instagram telle que visionnée sur un smartphone.

Sur les réseaux sociaux, une story est une fonction dans laquelle l'utilisateur raconte un récit ou fournit des messages d'état et des informations sous la forme de clips courts et limités dans le temps dans une séquence exécutée automatiquement.
Une story est une courte séquence d'images, de vidéos ou d'autres contenus de médias sociaux, qui peuvent être accompagnés d'arrière-plans, de musique, de texte, d'autocollants, d'animations, de filtres ou d'émojis. Les plateformes de médias sociaux avancent généralement automatiquement dans la séquence lorsqu’elles présentent une story à un spectateur. Bien que la nature séquentielle des stories puisse être utilisée pour raconter un récit, les éléments d’une histoire peuvent également n’avoir aucun lien entre eux. Les plateformes de médias sociaux qui proposent des stories auront généralement une story principale pour chaque utilisateur, qui comprend tout ce que l'utilisateur a publié dans sa story au cours d'une certaine période de temps, généralement les 24 heures les plus récentes. La plupart des stories ne peuvent pas être modifiées par la suite et ne sont disponibles que pendant une courte période. Les stories sont presque exclusivement créées sur un appareil mobile tel qu'un smartphone ou une tablette et sont généralement affichées verticalement.
Au début des années 2020, tous les réseaux sociaux offrent cette fonctionnalité.

## Historique
En octobre 2013, Snapchat a introduit pour la première fois la fonction story sous la forme d'une série de Snaps qui peuvent ensemble raconter une histoire dans un ordre chronologique, chaque Snap étant visible par tous les amis de l'affiche et supprimé après 24 heures. Les stories ont rapidement dépassé les Snaps privés pour devenir le type de publication le plus consulté sur Snapchat. Après 2015, Snapchat a introduit une fonctionnalité permettant aux utilisateurs de publier des stories privées visibles par un sous-ensemble choisi de leurs amis[réf. nécessaire]. Plus tard, d'autres applications copieraient cette fonctionnalité[réf. nécessaire].
En août 2016, Instagram a introduit une fonction de story qui supprime le contenu après 24 heures. Divers commentateurs ont accusé le site de copier Snapchat.
En février 2017, la messagerie instantanée WhatsApp a introduit la fonction de stories Now Status en version bêta, qui a ensuite été renommée Status. En mars 2017, une fonction story a été introduite dans Facebook Messenger.
En février 2018, Google a lancé AMP Stories, apportant un format de style histoire à certains résultats de recherche Google sur les appareils mobiles.
En août 2018, YouTube a introduit une fonction de stories initialement limitée aux images, mais qui a ensuite été étendue pour prendre en charge de courts clips vidéo,. La fonctionnalité a été fermée en juin 2023.
En août 2018, le site GIF Giphy a introduit une fonction story.
En mars 2022, TikTok a ajouté une fonctionnalité de story qui permettait aux utilisateurs de créer des vidéos de 15 secondes qui se supprimaient après 24 heures.

## Statistiques
En 2019, environ 1,5 milliard de personnes dans le monde ont utilisé chaque jour en moyenne la fonction stories sur un média social ou une messagerie. Les plus jeunes utilisent particulièrement cette fonction. Plus de 20 % des personnes âgées de 18 à 24 ans utilisent les stories Instagram, contre un peu moins de 2 % des plus de 55 ans.
Dans une enquête Facebook menée auprès de 18 000 participants de 12 pays, 68 % ont déclaré utiliser la fonction Stories au moins une fois par mois. Les stories dans les domaines de la mode et du tourisme sont particulièrement populaires.
Le site Web Fanpage Karma a analysé plusieurs comptes Instagram et déterminé la portée moyenne des publications et des stories par abonné, concluant que les publications ont une portée plus élevée que les stories, qui ont souvent moins de la moitié de la portée.